# Сноу, Лоренцо
Лоренцо Сноу (англ. Lorenzo Snow; 13 апреля 1814 — 10 октября 1901) — пятый Пророк и Президент Церкви Иисуса Христа Святых последних дней.

## Биография
Лоренцо был четвёртым из семи детей Оливера и Розетты Сноу. Его родители были баптистами, но интересовались и другими вероучениями. Лоренцо с детства проявлял интерес к чтению и один семестр проучился в Оберлинском колледже.
В 1831 году Джозеф Смит переселился в Огайо, где жил в четырёх километрах от семьи Сноу. Несмотря на то, что он достаточно быстро заинтересовался новым учением и даже сделал конспект услышанного о книге Мормона, сперва другие его родственники присоединились к Церкви Мормонов. Сам Лоренцо был крещён там 9 июня 1836 года. Затем в течение нескольких лет он трудился в качестве миссионера в нескольких штатах США и в Англии. После смерти Джозефа Смита Сноу поддержал Бригама Янга и Кворум двенадцати апостолов. В 1848 году он вместе со своей семьёй переселился в Солт-Лейк-Сити.
12 февраля 1849 года Сноу был посвящён в члены Кворума двенадцати апостолов, после чего снова был направлен на миссию в Европу, посетил Великобританию, Швейцарию и Италию, перевёл книгу Мормона на итальянский язык. В течение нескольких лет он то занимался религиозной и организационной деятельностью в Юте, то уезжал на миссии. В 1885 году Сноу провёл 11 месяцев в тюрьме по обвинению в многожёнстве.
В апреле 1889 года Лорензо Сноу был избран президентом Кворума двенадцати апостолов, а после освящения в 1893 году храма в Солт-Лейк-Сити стал его первым президентом. После смерти Уилфорда Вудрафа 13 сентября 1898 года был избран новым пророком мормонов, в качестве которого в течение двух лет был вынужден заниматься решением финансовых проблем, возникших у Церкви Иисуса Христа Святых последних дней. Скончался в Солт-Лейк-Сити от пневмонии.

## Личная жизнь
Лоренцо Сноу был женат семь раз и имел от этих браков несколько десятков детей.